# Tour de l'Etna
Le Tour de l'Etna (en italien : Giro dell'Etna) est une ancienne course cycliste disputée autour de l'Etna, dans la province de Catane, en Sicile. Créé en 1980, il a été couru jusqu'en 1997. Il a ensuite été organisé par le Gruppo Sportivo Emilia de 2001 à 2004 sous le nom de Trophée de l'Etna (Trofeo dell'Etna).
Certaines sources donnent le palmarès du Tour de l'Etna en palmarès du Tour de la province de Syracuse.

## Palmarès
| Année | Vainqueur          | Deuxième            | Troisième          |
| ----- | ------------------ | ------------------- | ------------------ |
| 1980  | Wladimiro Panizza  | Claudio Bortolotto  | Salvatore Maccali  |
| 1981  | Giuseppe Saronni   | Giovanni Mantovani  | Francesco Moser    |
| 1982  | Wladimiro Panizza  | Franco Chioccioli   | Giuseppe Petito    |
| 1983  | Giovanni Mantovani | Mario Noris         | Daniele Caroli     |
| 1984  | Francesco Moser    | Pierino Gavazzi     | Franco Chioccioli  |
| 1985  | Francesco Moser    | Johan van der Velde | Daniele Caroli     |
| 1986  | Francesco Moser    | Silvano Ricco       | Acácio da Silva    |
| 1987  | Adriano Baffi      | Franco Chioccioli   | Marco Saligari     |
| 1988  | Paolo Cimini       | Giuseppe Calcaterra | Adriano Baffi      |
| 1989  | Rolf Sørensen      | Claudio Chiappucci  | Enrico Galleschi   |
| 1990  | Adriano Baffi      | Benny Van Brabant   | Maurizio Fondriest |
| 1991  | Mario Cipollini    | Giuseppe Citterio   | Adriano Baffi      |
| 1992  | Stefano Colagè     | Stefano Zanini      | Bart Bowen         |
| 1994  | Stefano Zanini     | Maurizio Fondriest  | Davide Rebellin    |
| 1995  | Stefano Colagè     | Roberto Petito      | Simone Borgheresi  |
| 1996  | Fabiano Fontanelli | Giovanni Lombardi   | Adriano Baffi      |
| 1997  | Biagio Conte       | Fabio Baldato       | Silvio Martinello  |

| Année | Vainqueur       | Deuxième          | Troisième      |
| ----- | --------------- | ----------------- | -------------- |
| 2001  | Timothy Jones   | Diego Ferrari     | Denis Lunghi   |
| 2002  | Fabio Baldato   | Mikhaylo Khalilov | Jan Bratkowski |
| 2003  | Filippo Pozzato | Biagio Conte      | Mario Manzoni  |
| 2004  | Non-attribué    | Kyrylo Pospyeyev  | Marlon Pérez   |